# Zazaki nyelv
A zazaki nyelvet a zazák beszélik Kelet-Anatóliában. Az Ethnologue szerint a zazaki az iráni nyelvek északnyugati ágába tartozik. A nyelv számos nyelvtani és szókincsbeli tulajdonságát tekintve a gilakival és a kaszpi nyelvekkel rokon vonásokat mutat. Beszélői száma 1,5 és 2,5 millió fő közé tehető szintén az Ethnologue becslése alapján. A zazák elsősorban kurdok.